# Átta
Albums de Sigur Rós
Odin's Raven Magic
(2020)
Átta (signifiant « huit » en islandais) est le huitième album studio du groupe islandais de post-rock Sigur Rós, sorti chez Von Dur et BMG Rights Management le 16 juin 2023. Il s'agit de leur premier album studio en 10 ans, après Kveikur (2013), et le premier depuis Valtari (2012) à inclure le claviériste Kjartan Sveinsson, qui rejoint le groupe en 2022. Le premier single de sept minutes, Blóðberg, sort le 12 juin 2023, accompagné de son clip vidéo, réalisé par Johan Renck. Les éditions physiques de l'album sortent le 1er septembre 2023. Le groupe entame une tournée de juin à août 2023, accompagné d'un orchestre de 41 musiciens, au cours de laquelle il présente les chansons de l'album.

## Contexte et enregistrement
Le groupe annonce en février 2022 qu'il travaille sur son huitième album studio après le retour du claviériste Kjartan Sveinsson. Jónsi explique que lorsque Sveinsson a rejoint le groupe, il est venu lui rendre visite à Los Angeles, où ils ont improvisé et écrit ensemble dans le sous-sol de Jónsi. Après son départ, la pandémie de Covid-19 est survenue, et il a fallu deux ans avant que Sveinsson ne retrouve Jónsi à Los Angeles, après quoi Georg Hólm les rejoints « et c'est devenu plus un album ». Tous trois se sont ensuite rendus aux studios Abbey Road à Londres, où ils ont enregistré avec le London Contemporary Orchestra (en), dirigé par le chef d'orchestre Robert Ames (en). Le groupe enregistre également dans son studio Sundlaugin en Islande et dans plusieurs studios aux États-Unis.
Jónsi a déclaré que l'intention du groupe était « d'avoir un minimum de batterie et que la musique soit vraiment dépouillée, flottante et belle ». Ils produisent l'album avec Paul Corley (en). L'album est également inspiré par le « désir d'un sentiment d'unité face aux circonstances tumultueuses », Hólm déclarant que l'album « ressemble à un lien apaisant et unifiant », le qualifiant de « plus introverti qu'auparavant. Il est très expansif avec ce son de cordes, mais il regarde à l'intérieur plus qu'à l'extérieur ».

## Couverture
La pochette de l'album, qui représente un arc-en-ciel en flammes, est conçue par l'artiste islandais Rúrí. Jónsi déclare à ce sujet : « Les droits des transgenres et des homosexuels ont été tellement bafoués ces derniers temps. C'est effrayant à voir. Dans le monde entier, on a l'impression de régresser. Nous essayons de ne pas nous mêler de politique, pour que notre musique soit aussi neutre que possible, mais nous parlons de l'état du monde dans lequel nous vivons actuellement : le changement climatique et le doomscrolling ».

## Réception critique
Átta reçoit un score de 84 sur 100 sur Metacritic, basé sur douze critiques, ce qui indique une « acclamation universelle » Robin Murray de Clash déclare qu'Átta « reprend là où [Sigur Rós] s'est arrêté, produisant des œuvres d'une beauté exceptionnelle - au rythme lent, mais riche en sentiments ; habilement expérimental, mais aussi audacieusement mélodique » et qu'il « présente une sorte d'oasis de calme » avec des morceaux « autorisés à s'étirer et à s'éloigner ». Murray a qualifié le dernier morceau, 8, de « remarquable », son « sens de l'audace subtile semblant incarner à la fois l'album dans son ensemble et le groupe lui-même ». Andrew Trendell du NME le qualifie de « retour bienvenu » et « en totale contradiction avec le prédécesseur violent, industriel et anti-commercial de 2013 Kveikur ». Il conclut qu'il s'agit « au moins du meilleur album du groupe depuis le monolithique Takk… de 2005 qui les a fait connaître, et au mieux d'un disque qui donne à Sigur Rós une raison supplémentaire d'exister en ajoutant un peu d'âme pure et naturelle à ce monde froid et insensible ».
John Murphy, de MusicOMH, estime qu'Átta « se déroule magnifiquement » et « sonne toujours comme un album de Sigur Rós ». Il remarque également que « l'absence de la batterie de Dýrason est perceptible » et qu'il s'agit en fin de compte d'un « album qui demande à être écouté dans son intégralité ». Devon Chodzin de Paste convient que l'album « exige une écoute continue d'un bout à l'autre». Il ajoute que « si la musique est, comme on peut s'y attendre, magnifique, il y a des notes de tourment et de désolation qu'il est difficile d'ignorer » et trouve que la présence d'un orchestre « aide leur son à devenir encore plus massif ».
Ian Cohen de Pitchfork écrit qu'Átta « prouve que Sigur Rós est physiquement capable de faire de la musique en colère - mais ils visent les variantes les plus douces et les plus poignantes : le désespoir, la dépression et l'abattement » et tout au long, le groupe « fait la distinction entre l'ambient et le classique pour les gens qui n'écouteraient pas autrement l'une ou l'autre de ces formes. Il s'agit d'une musique minimale souvent interprétée de manière maximale ». Phil Mongredien du Guardian écrit qu'avec des cordes « très mises en avant, [les chansons] tendent vers des nappes sonores ambiantes qui se déploient lentement » et bien que « l'effet soit indéniablement beau », Mongredien a soutenu « qu'il y a une homogénéité décevante » qui fait que l'album est « étouffant » et « étonnamment peu captivant ». Marcy Donelson, écrivant pour AllMusic, conclut que « même si ce n'est pas l'album le plus audacieux ou le plus novateur du projet, c'est leur album le plus stupéfiant et le plus beau, et une contre-mesure réussie et opportune à la pochette symbolique représentant un arc-en-ciel en flammes ».

## Liste des pistes
Toutes les chansons sont écrites et composées par Jón Birgisson, Georg Hólm, et Kjartan Sveinsson.
| Átta  | Átta                          | Átta  | Átta | Átta | Átta | Átta | Átta | Átta | Átta |
| No    | Titre                         | Durée |      |      |      |      |      |      |      |
| ----- | ----------------------------- | ----- | ---- | ---- | ---- | ---- | ---- | ---- | ---- |
| 1.    | Glóð (Ambre)                  | 3:39  |      |      |      |      |      |      |      |
| 2.    | Blóðberg (Thym rampant)       | 7:16  |      |      |      |      |      |      |      |
| 3.    | Skel (Coquille)               | 4:58  |      |      |      |      |      |      |      |
| 4.    | Klettur (Falaise)             | 6:31  |      |      |      |      |      |      |      |
| 5.    | Mór (Lande)                   | 5:47  |      |      |      |      |      |      |      |
| 6.    | Andrá                         | 4:07  |      |      |      |      |      |      |      |
| 7.    | Gold                          | 5:13  |      |      |      |      |      |      |      |
| 8.    | Ylur (« Chaleur » en féroïen) | 5:55  |      |      |      |      |      |      |      |
| 9.    | Fall                          | 3:27  |      |      |      |      |      |      |      |
| 10.   | 8                             | 9:41  |      |      |      |      |      |      |      |
| 56:34 |                               |       |      |      |      |      |      |      |      |

## Musiciens
Sigur Rós
- Jón Birgisson – chant, guitare, arrangements de cordes, production, ingénierie (toutes les pistes) ; synthétiseur (pistes 1, 4-7, 10)
- Georg Hólm – guitare basse, arrangement des cordes, production, ingénierie (toutes les pistes) ; synthétiseur (1)
- Kjartan Sveinsson – piano, arrangement des cordes, production, ingénierie (toutes les pistes) ; synthétiseur (1, 3-5, 10), clavecin (6) ; vielle à roue, vibraphone (7)

Musiciens additionnels
- London Contemporary Orchestra (en)[note 1] – orchestre (1–8, 10)
- Robert Ames (en) – chef d'orchestre (1–8, 10)
- Ólafur Ólafsson – percussion (1, 7, 9, 10)
- Ingi Erlendsson – trombone, tuba (4, 10)
- Helgi Jónsson – trombone (4, 10)
- Eirikur Ólafsson – trompette (4, 10)
- Snorri Sigurðarson – trompette (4, 10)
- María Sigfúsdóttir – violon (4, 10)

Techniciens
- Paul Corley – production, ingénierie
- Ted Jensen – mastering
- Birgir Jón Birgisson – ingénierie
- Chris Bolster – ingénierie
- Farrokh Shroff – ingénierie
- Freddie Light – ingénierie
- Ivan Handwerk – ingénierie
- Nate Haessly – ingénierie
- PJ Munley – ingénierie
- Zack Zajdel – ingénierie

## Classements
| Classement (2023)              | Meilleure position |
| ------------------------------ | ------------------ |
| Australie (ARIA)               | 8                  |
| Autriche (Ö3 Austria)          | 41                 |
| Belgique (Ultratop Flandre)    | 5                  |
| Belgique (Ultratop Wallonie)   | 14                 |
| Pays-Bas (Album Top 100 (nl))  | 38                 |
| France (SNEP)                  | 51                 |
| Allemagne (Offizielle Top 100) | 5                  |
| Italie (FIMI)                  | 18                 |
| Japon (Oricon)                 | 25                 |
| Japon (Billboard Japan)        | 93                 |
| Pologne (ZPAV)                 | 98                 |
| Portugal (AFP)                 | 10                 |
| Écosse (OCC)                   | 6                  |
| Espagne (PROMUSICAE)           | 42                 |
| Suisse (Schweizer Hitparade)   | 7                  |
| Royaume-Uni (OCC)              | 30                 |
| États-Unis (Billboard)         | 11,                |

## Sorties
| Région | Date             | Format(s)                    | Label           | Ref.   |
| ------ | ---------------- | ---------------------------- | --------------- | ------ |
| Divers | 16 juin 2023     | - Téléchargement - streaming | - Von Dur - BMG | [ 26 ] |
| Divers | 1 septembre 2023 | - CD - LP                    | - Von Dur - BMG | [ 26 ] |